# La Marimorena
La Marimorena era un programa de televisió presentat per Carlos Cuesta, emès a 13 TV des del 7 d'abril de 2013. És un programa centrat en el debat i l'actualitat que s'emet setmanalment, concretament els diumenges des de les 21.30 hores. ls seus continguts destaquen per una línia ideològica liberal-conservadora. Des del 26 de setembre de 2015 s'emet també els dissabtes a les 22.30.
L'agressivitat dels seus tertulians contra Catalunya arran dels atemptats de 2017 va provocar la protesta de 26 sacerdots catalans a la Conferència Episcopal Espanyola i fou cancel·lat el setembre de 2017.

## Història
La Marimorena es va estrenar el diumenge 7 d'abril de 2013 en prime time, amb periodicitat setmanal i de la mà de Carlos Cuesta.

## Format
Els continguts de La Marimorena se centren en l'actualitat del país. En el programa tenen cabuda entrevistes, reportatges de recerca, reportatges amb cambra oculta que ofereix dura realitat, examen als gestors socialistes del país o anàlisi psicològica a polítics d'esquerres i altres formacions progressistes. A més, els principals protagonistes són els ciutadans a través d'un jurat popular en plató i mitjançant les xarxes socials que mostren comentaris favorables.

## Seccions
- Nuestros amigos los políticos: permet als espectadors conèixer millor el perfil d'algun dels gestors del país: els seus títols acadèmics, càrrecs públics exercits, la seva presència en l'empresa privada o alguns de les seves fites més notòries. Lorenzo Ramírez és l'encarregat d'analitzar aquests perfils.
- Quiénes nos gestionan: Cynthia Díaz surt al carrer per a preguntar a empresaris, sindicalistes, executius... algunes qüestions que, donada la seva posició, s'haurien de conèixer.
- Derroche Connection: Carlos Cuesta i el seu equip analitza els casos més greus de despesa pública sense sentit tractant d'obtenir explicacions dels responsables de tals "despropòsits" i dona veu als veïns per a conèixer la seva opinió sobre l'impacte social d'aquesta "inversió".
- ¿Salimos de esta?: un economista repassa les últimes dades de la setmana i ofereix el seu diagnòstic per a tractar de respondre sobre l'evolució real de la crisi.
- ¡Qué pase el psicólogo!: és la secció protagonitzada per un professional de la Psicologia que analitza què s'amaga darrere de les manifestacions dels nostres polítics. Què ens deixa veure el seu llenguatge corporal, a què responen els seus canvis d'imatge, la determinació que amaguen les seves afirmacions...
- Usted decide: els espectadors decideixen qui és el seu polític favorit i el seu polític menys favorit.
- Usted Opina: Gloria García Sendra trasllada les manifestacions dels espectadors a les xarxes socials.

Finalment, un "Jurat Popular" format per tres espectadors és l'encarregat d'oferir la seva valoració sobre tots els temes objecte de debat.

## Presentador
- Carlos Cuesta (2013- 2017)

## Redacció
- Lorenzo Ramírez (2013- 2017)
- Cynthia Díaz (2013- 2017)
- Gloria García Sendra (2013- 2017)

## Col·laboradors
- Montse Suárez
- Jaime González
- Carmen Tomás
- Hermann Tertsch
- Paloma Zorrilla
- Isabel San Sebastian
- Curri Valenzuela
- Alfredo Urdaci
- Mikel Buesa
- Pío Moa

## Audiències
| Temporada | Temporada | Episodis | Estrena                | Final                | Audiència mitjana | Audiència mitjana | Audiència mitjana |
| Temporada | Temporada | Episodis | Estrena                | Final                | Espectadors       | Quota             |                   |
| --------- | --------- | -------- | ---------------------- | -------------------- | ----------------- | ----------------- | ----------------- |
|           | 1         | 17       | 7 d'abril de 2013      | 28 de juliol de 2013 | 321 000           | 1,9%              |                   |
|           | 2         | 44       | 8 de setembre de 2013  | 27 de juliol de 2014 | 343 000           | 2,0%              |                   |
|           | 3         | 41       | 14 de setembre de 2014 | 12 de juliol de 2015 | 456 000           | 2,6%              |                   |
|           | 4         |          | 13 de setembre de 2015 | Juliol de 2016       | —                 | —                 |                   |
| Total     | Total     | -        | 2013                   | —                    | —                 | —                 |                   |

### Temporada 1: 2013
| 1  | 7 d'abril de 2013    | 428 000 (2,3%) |
| 2  | 14 d'abril de 2013   | 285 000 (1,6%) |
| 3  | 21 d'abril de 2013   | 373 000 (2,1%) |
| 4  | 28 d'abril de 2013   | 341 000 (1,8%) |
| 5  | 5 de maig de 2013    | 332 000 (1,9%) |
| 6  | 12 de maig de 2013   | 319 000 (1,8%) |
| 7  | 19 de maig de 2013   | 332 000 (1,9%) |
| 8  | 26 de maig de 2013   | 313 000 (1,8%) |
| 9  | 2 de juny de 2013    | 298 000 (1,7%) |
| 10 | 9 de juny de 2013    | 337 000 (1,8%) |
| 11 | 16 de juny de 2013   | 308 000 (1,8%) |
| 12 | 23 de juny de 2013   | 285 000 (2,0%) |
| 13 | 30 de juny de 2013   | 264 000 (1,6%) |
| 14 | 7 de juliol de 2013  | 342 000 (2,4%) |
| 15 | 14 de juliol de 2013 | 328 000 (2,3%) |
| 16 | 21 de juliol de 2013 | 274 000 (1,9%) |
| 17 | 28 de juliol de 2013 | 301 000 (2,2%) |

### Temporada 2: 2013-2014
| 2  | 15 de setembre de 2013 | 271 000 (1,7%) |
| 3  | 22 de setembre de 2013 | 261 000 (1,6%) |
| 4  | 29 de setembre de 2013 | 314 000 (1,8%) |
| 5  | 6 d'octubre de 2013    | 314 000 (1,8%) |
| 6  | 13 d'octubre de 2013   | 358 000 (2,0%) |
| 7  | 20 d'octubre de 2013   | 353 000 (2,0%) |
| 8  | 27 d'octubre de 2013   | 337 000 (1,9%) |
| 9  | 3 de novembre de 2013  | 371 000 (2,0%) |
| 10 | 10 de novembre de 2013 | 387 000 (2,1%) |
| 11 | 17 de novembre de 2013 | 380 000 (2,0%) |
| 12 | 24 de novembre de 2013 | 279 000 (1,5%) |
| 13 | 1 de desembre de 2013  | 324 000 (1,8%) |
| 14 | 8 de desembre de 2013  | 292 000 (1,6%) |
| 15 | 15 de desembre de 2013 | 326 000 (1,7%) |
| 16 | 22 de desembre de 2013 | 318 000 (1,8%) |
| 17 | 29 de desembre de 2013 | 371 000 (2,0%) |
| 18 | 12 de gener de 2014    | 385 000 (2,0%) |
| 19 | 19 de gener de 2014    | 401 000 (2,1%) |
| 20 | 26 de gener de 2014    | 394 000 (2,1%) |
| 21 | 2 de febrer de 2014    | 359 000 (2,0%) |
| 22 | 9 de febrer de 2014    | 350 000 (1,8%) |
| 23 | 16 de febrer de 2014   | 336 000 (1,8%) |
| 24 | 23 de febrer de 2014   | 367 000 (2,0%) |
| 25 | 2 de març de 2014      | 325 000 (1,7%) |
| 26 | 9 de març de 2014      | 338 000 (1,8%) |
| 27 | 16 de març de 2014     | 373 000 (2,0%) |
| 28 | 23 de març de 2014     | 327 000 (1,9%) |
| 29 | 30 de març de 2014     | 477 000 (2,5%) |
| 30 | 6 d'abril de 2014      | 411 000 (2,3%) |
| 31 | 13 d'abril de 2014     | 308 000 (1,8%) |
| 32 | 27 d'abril de 2014     | 377 000 (2,2%) |
| 33 | 4 de maig de 2014      | 341 000 (2,0%) |
| 34 | 11 de maig de 2014     | 364 000 (2,1%) |
| 35 | 18 de maig de 2014     | 341 000 (1,9%) |
| 36 | 1 de juny de 2014      | 362 000 (2,0%) |
| 37 | 8 de juny de 2014      | 373 000 (2,2%) |
| 38 | 15 de juny de 2014     | 378 000 (2,3%) |
| 39 | 22 de juny de 2014     | 401 000 (2,5%) |
| 40 | 29 de juny de 2014     | 363 000 (2,3%) |
| 41 | 6 de juliol de 2014    | 316 000 (2,0%) |
| 42 | 13 de juliol de 2014   | 187 000 (1,2%) |
| 43 | 20 de juliol de 2014   | 321 000 (2,3%) |
| 44 | 27 de juliol de 2014   | 309 000 (2,4%) |

### Temporada 3: 2014-2015
| 1  | 14 de setembre de 2014 | 389 000 (2,3%) |
| 2  | 21 de setembre de 2014 | 447 000 (2,5%) |
| 3  | 28 de setembre de 2014 | 415 000 (2,2%) |
| 4  | 5 d'octubre de 2014    | 477 000 (2,5%) |
| 5  | 12 d'octubre de 2014   | 392 000 (2,2%) |
| 6  | 19 d'octubre de 2014   | 456 000 (2,4%) |
| 7  | 26 d'octubre de 2014   | 304 000 (1,6%) |
| 8  | 2 de novembre de 2014  | 416 000 (2,1%) |
| 9  | 9 de novembre de 2014  | 607 000 (3,2%) |
| 10 | 16 de novembre de 2014 | 421 000 (2,2%) |
| 11 | 23 de novembre de 2014 | 522 000 (2,7%) |
| 12 | 30 de novembre de 2014 | 404 000 (2,2%) |
| 13 | 7 de desembre de 2014  | 492 000 (2,9%) |
| 14 | 14 de desembre de 2014 | 406 000 (2,1%) |
| 15 | 21 de desembre de 2014 | 413 000 (2,3%) |
| 16 | 28 de desembre de 2014 | 490 000 (2,7%) |
| 17 | 11 de gener de 2015    | 469 000 (2,4%) |
| 18 | 18 de gener de 2015    | 456 000 (2,3%) |
| 19 | 25 de gener de 2015    | 543 000 (2,8%) |
| 20 | 1 de febrer de 2015    | 598 000 (3,1%) |
| 21 | 8 de febrer de 2015    | 523 000 (2,7%) |
| 22 | 15 de febrer de 2015   | 493 000 (2,6%) |
| 23 | 22 de febrer de 2015   | 480 000 (2,4%) |
| 24 | 1 de març de 2015      | 430 000 (2,2%) |
| 25 | 8 de març de 2015      | 469 000 (2,6%) |
| 26 | 15 de març de 2015     | 501 000 (2,6%) |
| 27 | 29 de març de 2015     | 492 000 (2,8%) |
| 28 | 12 d'abril de 2015     | 403 000 (2,2%) |
| 29 | 19 d'abril de 2015     | 411 000 (2,3%) |
| 30 | 26 d'abril de 2015     | 465 000 (2,4%) |
| 31 | 3 de maig de 2015      | 532 000 (3,1%) |
| 32 | 10 de maig de 2015     | 429 000 (2,5%) |
| 33 | 17 de maig de 2015     | 438 000 (2,6%) |
| 34 | 24 de maig de 2015     | 240 000 (2,8%) |
| 35 | 31 de maig de 2015     | 481 000 (2,9%) |
| 36 | 7 de juny de 2015      | 453 000 (2,8%) |
| 37 | 14 de juny de 2015     | 620 000 (3,5%) |
| 38 | 21 de juny de 2015     | 531 000 (3,4%) |
| 39 | 28 de juny de 2015     | 415 000 (2,9%) |
| 40 | 5 de juliol de 2015    | 397 000 (2,9%) |
| 41 | 12 de juliol de 2015   | 374 000 (2,7%) |

### Temporada 4: 2015-2016
| 1  | 13 de setembre de 2015 | 360 000 (2,1%) |
| 2  | 20 de setembre de 2015 | 368 000 (2,3%) |
| 3  | 26 de setembre de 2015 | 361 000 (2,6%) |
| 4  | 3 d'octubre de 2015    | 267 000 (1,8%) |
| 5  | 4 d'octubre de 2015    | 408 000 (2,5%) |
| 6  | 10 d'octubre de 2015   | 298 000 (2,1%) |
| 7  | 11 d'octubre de 2015   | 382 000 (2,5%) |
| 8  | 17 d'octubre de 2015   | 335 000 (2,1%) |
| 9  | 18 d'octubre de 2015   | 399 000 (2,4%) |
| 10 | 24 d'octubre de 2015   | 291 000 (1,9%) |
| 11 | 25 d'octubre de 2015   | 405 000 (2,5%) |
| 12 | 31 d'octubre de 2015   | 403 000 (2,9%) |
| 13 | 1 de novembre de 2015  | 542 000 (3,3%) |
| 14 | 7 de novembre de 2015  | 390 000 (2,6%) |
| 15 | 8 de novembre de 2015  | 478 000 (2,9%) |
| 16 | 14 de novembre de 2015 | 471 000 (3,1%) |
| 17 | 15 de novembre de 2015 | 672 000 (3,9%) |
| 18 | 21 de novembre de 2015 | 354 000 (2,2%) |
| 19 | 22 de novembre de 2015 | 555 000 (3,4%) |
| 20 | 28 de novembre de 2015 | 367 000 (2,4%) |
| 21 | 29 de novembre de 2015 | 507 000 (2,8%) |
| 22 | 5 de desembre de 2015  | 395 000 (2,7%) |
| 23 | 6 de desembre de 2015  | 458 000 (2,8%) |
| 24 | 12 de desembre de 2015 | 326 000 (2,0%) |
| 25 | 13 de desembre de 2015 | 462 000 (2,6%) |
| 26 | 19 de desembre de 2015 | 418 000 (2,7%) |
| 27 | 27 de desembre de 2015 | 751 000 (4,4%) |
| 28 | 3 de gener de 2016     | 644 000 (3,6%) |
| 29 | 9 de gener de 2016     | 467 000 (2,8%) |
| 30 | 10 de gener de 2016    | 614 000 (3,5%) |
| 31 | 16 de gener de 2016    | 520 000 (3,2%) |
| 32 | 17 de gener de 2016    | 606 000 (3,5%) |
| 33 | 23 de gener de 2016    | 540 000 (4,1%) |
| 34 | 24 de gener de 2016    | 800 000 (4,7%) |
| 35 | 30 de gener de 2016    | 668 000 (4,2%) |
| 36 | 31 de gener de 2016    | 721 000 (4,3%) |
| 37 | 6 de febrer de 2016    | 611 000 (3,8%) |
| 38 | 7 de febrer de 2016    | 695 000 (4,0%) |
| 39 | 13 de febrer de 2016   | 576 000 (3,3%) |
| 40 | 14 de febrer de 2016   | 581 000 (3,4%) |
| 41 | 20 de febrer de 2016   | 510 000 (3,2%) |
| 42 | 21 de febrer de 2016   | 662 000 (3,9%) |
| 43 | 27 de febrer de 2016   | 560 000 (3,3%) |
| 44 | 28 de febrer de 2016   | 565 000 (3,3%) |